# Башкортостан
Башкортостан, или званично Република Башкортостан (рус. Республика Башкортостан, башк. Башҡортостан Республикаһы), такође позната и као Башкирија (рус. Башкирия), је конститутивни субјект Руске Федерације са статусом републике на простору између Волге и Урала. Њен главни град је Уфа.
Република се налази на југоистоку европског дела Русије, југозападно од планине Урал. Башкортостан је, по броју становника, најнасељенија република у Русији са више од четири милиона становника. Од осталих република у саставу Русије, с Башкортостаном се граниче и Удмуртија и Татарстан. Привреда републике заснива се на експлоатацији и преради нафте.
Ова република има веома јаке везе са суседном републиком, Татарстаном.
У Башкортостану су Руси најбројнији народ, док је по вероисповести највише сунита.

## Етимологија
Назив Републике Башкортостан долази од титуларног народа Башкири, који су, након Руса (око 36%), други најбројнији народ у овој републици (са око 29%), и персијског постфикса -стан који означава „земљу“. Башкири су народ туркијског порекла, традиционално сунитски муслимани.
Реч Башкир се први пут јавља у 5. веку са појавом приволшких Башкира. Већина башкирских етимолога сматра да реч баш-кир произилази од туркијских речи баш – „прави“, „главни“ и кор (корт) – „племе“, „род“, што би Башкире означавало као „Главно племе“.

## Историја
Подручје данашњег Башкортостана некада је била такозвана Магна Хунгарија (лат. Magna Hungaria – „Велика Хунгарија“), или Велика Мађарска, завичај данашњег мађарског народа. Ислам је продро међу Башкире у 10. веку и до 14. века постао доминантна религија. Џингис-кан је око 1220. завладао Башкортостаном. Под монголском владавином Башкири су били до средине 16. века, када су се њихове племенске поглавице добровољно прикључиле царству Ивана Грозног. Губернија у Уфи је основана 1865. док је Аутономна Башкирска Совјетска Република настала 1919. Дана 25. фебруара 1992. године територија је добила садашње име: Република Башкортостан.

## Становништво
| 1989.     | 2002.     | 2010.     |
| --------- | --------- | --------- |
| 3.950.482 | 4.104.336 | 4,072,292 |

### Религије
Највећи део становништва су сунитски муслимани, углавном Башкири и Татари.
Већина Руса, Чуваша и Украјинаца су православци. Већина Маријаца су пагани. Велики део становништва Башкортостана чине нерелигиозни људи. Такође, у републици живи и око 13.000 Јевреја, који имају нови Јеврејски центар, саграђен 2008.
Према званичном истраживању из 2012. 30% становништва Башкортостана су муслимани, 25,2% су православци, 3% су хришћани који не припадају ниједној заједници, 1% припада некој од других православних цркава, док су 2% становништва родноверни, маријски пагани или тенгристи. Такође, 15% становништва је агностици, 8% су атеисти, а 7,8% припадају некој другој религији или нису дали одговор на питање.

### Етничке групе
| Етничке групе | 1926.     | 1926. | 1939.     | 1939. | 1959.     | 1959. | 1970.     | 1970. | 1979.     | 1979. | 1989.     | 1989. | 2002.     | 2002. | 2010.     | 2010. |
| Етничке групе | Број      | %     | Број      | %     | Број      | %     | Број      | %     | Број      | %     | Број      | %     | Број      | %     | Број      | %     |
| ------------- | --------- | ----- | --------- | ----- | --------- | ----- | --------- | ----- | --------- | ----- | --------- | ----- | --------- | ----- | --------- | ----- |
| Башкири       | 625.845   | 23,5% | 671.188   | 21,2% | 737.744   | 22,1% | 892.248   | 23,4% | 935.880   | 24,3% | 863.808   | 21,9% | 1.221.302 | 29,8% | 1.172.287 | 29,5% |
| Руси          | 1.064.707 | 39,9% | 1.281.347 | 40,6% | 1.418.147 | 42,4% | 1.546.304 | 40,5% | 1.547.893 | 40,3% | 1.548.291 | 39,3% | 1.490.715 | 36,3% | 1.432.906 | 36,1% |
| Татари        | 621.158   | 23,3% | 777.230   | 24,6% | 768.566   | 23,0% | 944.505   | 24,7% | 940.436   | 24,5% | 1.120.702 | 28,4% | 990.702   | 24,1% | 1.009.295 | 25,4% |
| Чуваши        | 84,886    | 3,2%  | 106.892   | 3,4%  | 109.970   | 3,3%  | 126.638   | 3,3%  | 122.344   | 3,2%  | 118.509   | 3%    | 117.317   | 2,9%  | 107.450   | 2,7%  |
| Маријци       | 79.298    | 3%    | 90.163    | 2,9%  | 93.902    | 2,8%  | 109.638   | 2,9%  | 106.793   | 2,8%  | 105.768   | 2,7%  | 105.829   | 2,6%  | 103.658   | 2,6%  |
| Украјинци     | 76.710    | 2,9%  | 99.289    | 3,1%  | 83.594    | 2,5%  | 76.005    | 2%    | 75.571    | 2%    | 74.990    | 1,9%  | 55.249    | 1,3%  | 39.875    | 1%    |
| Остали        | 113.232   | 4,2%  | 132.860   | 4,2%  | 129.686   | 3,9%  | 122.737   | 3,2%  | 115.363   | 3%    | 111.045   | 2,8%  | 118.856   | 2,9%  | 109.249   | 2,7%  |